# Pudur
Pudur (indicata anche come Pudur (S)) è una suddivisione dell'India, classificata come town panchayat, di 11.095 abitanti, situata nel distretto di Tirunelveli, nello stato federato del Tamil Nadu. In base al numero di abitanti la città rientra nella classe IV (da 10.000 a 19.999 persone).

## Geografia fisica
La città è situata a 09° 01' 30 N e 77° 11' 01 E.

## Società

### Evoluzione demografica
Al censimento del 2001 la popolazione di Pudur assommava a 11.095 persone, delle quali 5.466 maschi e 5.629 femmine. I bambini di età inferiore o uguale ai sei anni assommavano a 1.316, dei quali 670 maschi e 646 femmine. Infine, coloro che erano in grado di saper almeno leggere e scrivere erano 7.003, dei quali 4.048 maschi e 2.955 femmine.